# Apiosporium pinophilum
Apiosporium pinophilum är en svampart som beskrevs av Fuckel 1870. Apiosporium pinophilum ingår i släktet Apiosporium och familjen Capnodiaceae.   Inga underarter finns listade i Catalogue of Life.